# 筍崗路
笋岗路是深圳市内一条东西走向的道路，经过福田、罗湖两区，道路等级为主干路，西起彩田路（莲花立交），东至雅园立交与文锦北路、东门路相交。
笋岗路以红岭北路为界分为笋岗西路及笋岗东路。

## 交汇道路

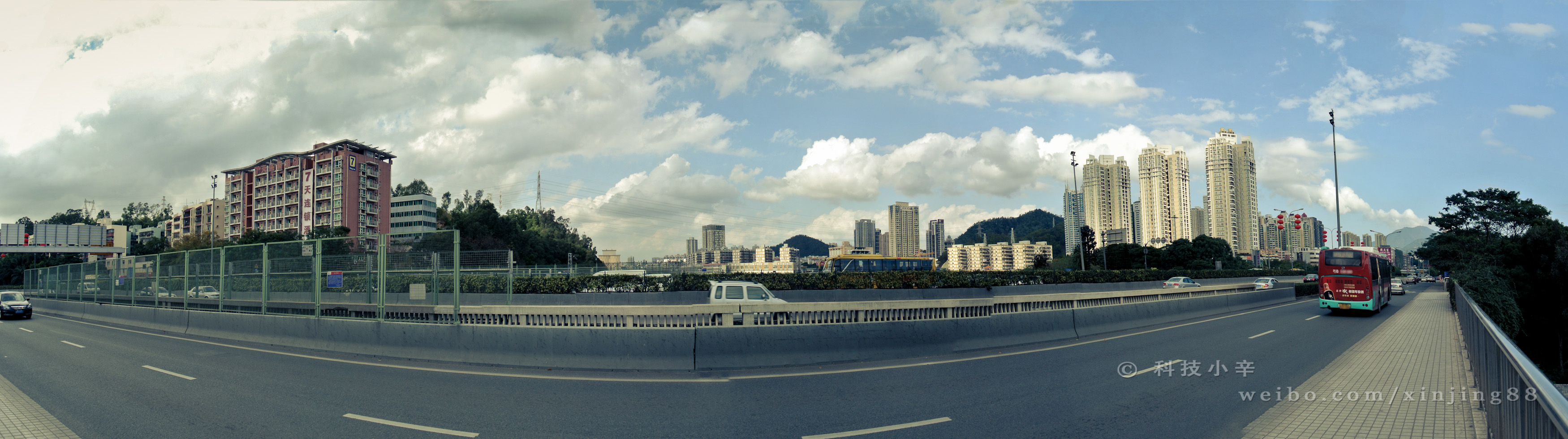
笋岗东路全景图，2013年拍摄

- 莲花路、彩田路（莲花立交、起点）
- 皇岗路
- 泥岗路、华富路（黄木岗立交）
- 上步路
- 红岭路
- 宝安路
- 宝岗路笋岗宝岗立交
- 洪湖路、人民公园路（笋岗东立交）
- 人民北路[需要消歧义]、洪湖路
- 文锦路（雅园立交、终点）

## 沿线主要建筑及公共设施
（由西向东排列）

### 笋岗西路
- 深业上城
- 莲花一村
- 笔架山公园（南门）
- 深圳中心公园（东北门）
- 深圳市第二人民医院
- 深圳实验学校中学部
- 深圳市体育中心（深圳体育馆、深圳体育场）
- 长城大厦一花园
- 南天大厦一花园
- 园岭新村（北门）
- 八卦岭邮局
- 南国大厦（深圳康泰娱乐城旧址）

### 笋岗东路
- 中民时代广场
- 嘉宝田花园
- 桂园中学
- 笋岗站
- 宝安大厦（中国宝安集团总部）
- 中信星光名庭